# Jüdischer Friedhof (Marmoutier)

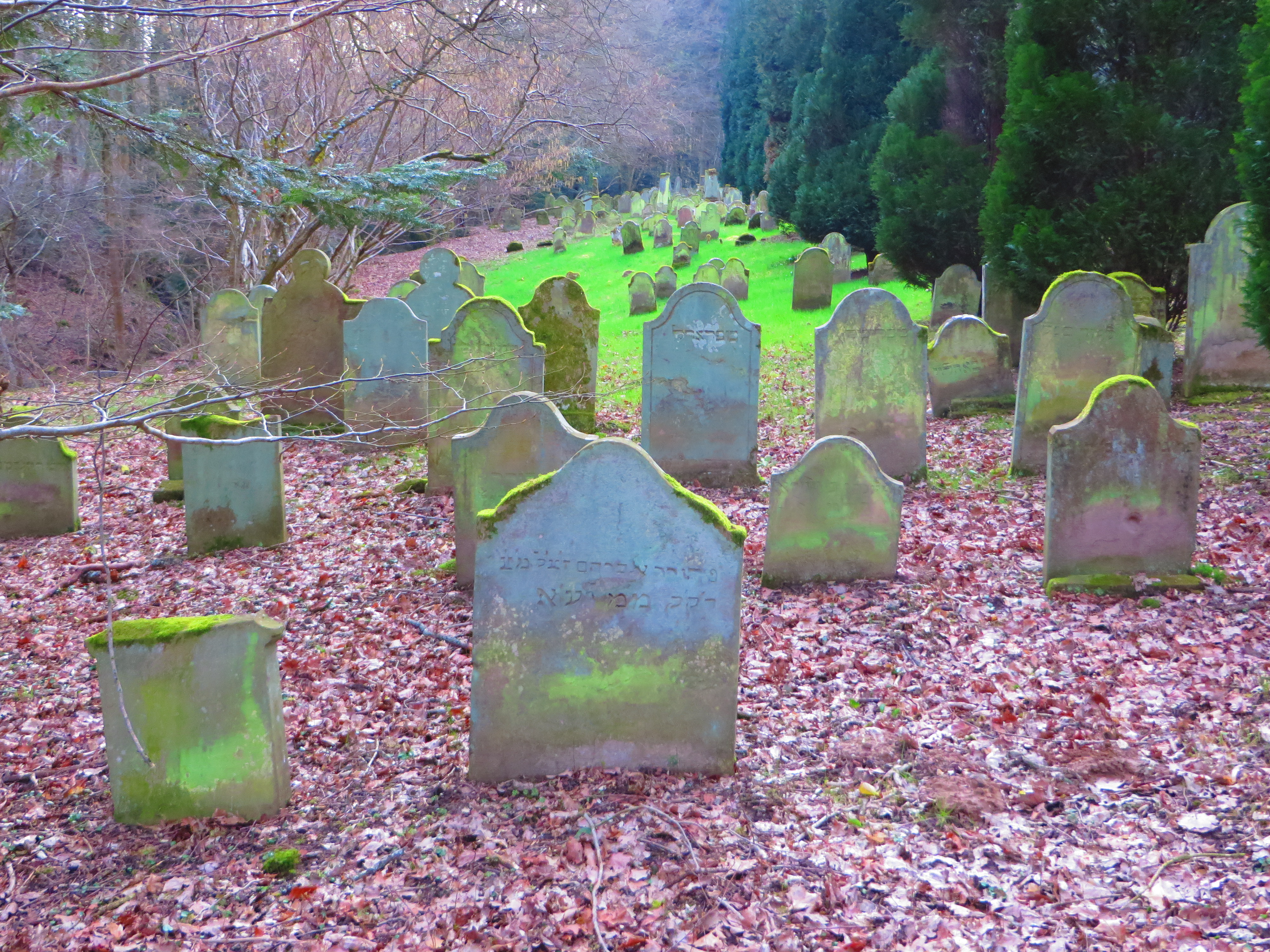
Jüdischer Friedhof in Marmoutier

Der Jüdische Friedhof in Marmoutier, einer französischen Gemeinde im Département Bas-Rhin der Region Grand Est, wurde 1798 angelegt. Der jüdische Friedhof befindet sich westlich des Ortes in der Verlängerung der Rue Neuve.
Auf den Friedhof, der bis heute belegt wird, befinden sich etwa 500 Grabsteine. Das älteste Grab ist dasjenige von Moses Raphael, der am 24. April 1799 verstorben ist.